# Horace Greasley
Horace Greasley, detto Jim (Ibstock, 25 dicembre 1918 – L'Alfàs del Pi, 4 febbraio 2010), è stato un militare inglese.
Deportato per 5 anni, deve la sua notorietà al fatto di essere fuggito più di 200 volte dai campi di concentramento dove era rinchiuso, per poi tornare ogni volta, il tutto per poter incontrare la sua ragazza, Rosa Rauchbach.
La sua incredibile vicenda, raccolta nell'autobiografia del 2008 Se all'inferno cantano gli uccelli (Do the Birds Still Sing in Hell?), scritta col ghost writer Ken Scott, è stata confermata dal debriefing con gli agenti dell'Intelligence MI9, effettuato appena dopo la fine della Seconda Guerra Mondiale.
Una foto in particolare, pubblicata dal The Daily Telegraph nel febbraio 2010 nell'articolo sulla sua morte, ha avuto una vasta eco mediatica: nella foto, un giovane soldato se ne sta dirimpetto ad Heinrich Himmler mentre quest'ultimo passa in rassegna il campo di concentramento.
Tuttavia non c'è certezza sull'identità dell'uomo della foto, che sembra essere uno sconosciuto soldato russo e la foto (presa con probabilità dalla visita di Himmler al campo di concentramento di Shirokaya Street a Minsk del 15 agosto 1941), rimane controversa anche per molti storici.